# バルセロナ・サンツ駅
バルセロナ・サンツ駅（カタルーニャ語：Estació de Barcelona-Sants、スペイン語：Estación de Barcelona Sants）はスペイン・バルセロナにあるレンフェ（Renfe）のターミナル駅。駅施設はアディフ（Adif）が管轄する。
本項では、近接するバルセロナ地下鉄のサンツ・エスタシオ駅（カタルーニャ語：Estació de Sants-Estació、スペイン語：Estación de Sants-Estació）についても記述する。

## 概要
駅名は周囲の地名、サンツに由来する。レンフェ（スペイン国鉄）によって運行される近郊電車 (ロダリアス・ダ・カタルーニャ)、中距離列車、長距離列車及び国際列車の発着する2008年2月20日にバルセロナまで延伸開通した高速列車AVEの乗り入れに合わせ、駅の一部が改良された。また隣接して同名の国際バスターミナルが存在する。

### 路線

#### ロダリアス・ダ・カタルーニャ
Renfeのロダリアスは広範囲の通勤列車サービスをバルセロナ・サンツ駅より提供する。
|        | 路線 | 方面                          | ホーム |
| R1     | モリンス・ダ・レイ(Molins de Rei)- ルスピタレート・ダ・リュブラガート(L'Hospitalet de Llobregat) - バルセロナ・サンツ - ブラナス(Blanes) - マサネッ＝マサナス(Maçanet-Massanes)                                              | Molins de Rei                 | 7-8    |
| R1     | モリンス・ダ・レイ(Molins de Rei)- ルスピタレート・ダ・リュブラガート(L'Hospitalet de Llobregat) - バルセロナ・サンツ - ブラナス(Blanes) - マサネッ＝マサナス(Maçanet-Massanes)                                              | Maçanet-Massanes              | 9-10   |
| RG1    | ルスピタレート・ダ・リュブラガート(L'Hospitalet de Llobregat) - バルセロナ・サンツ - マサネッ・マサナス(Maçanet-Massanes) - ボルボウ(Portbou)                                                                                | L'Hospitalet de Llobregat     | 7-8    |
| RG1    | ルスピタレート・ダ・リュブラガート(L'Hospitalet de Llobregat) - バルセロナ・サンツ - マサネッ・マサナス(Maçanet-Massanes) - ボルボウ(Portbou)                                                                                | Portbou                       | 9-10   |
| R2     | カステイダフェルス(Castelldefels) - バルセロナ・サンツ - グラノリェース・セントラ(Granollers Centre) | Castelldefels                 | 11-12  |
| R2     | カステイダフェルス(Castelldefels) - バルセロナ・サンツ - グラノリェース・セントラ(Granollers Centre) | Granollers Centre             | 13-14  |
| R2Nord | 空港(Aeroport) - バルセロナ・サンツ - グラノリェース・セントラ(Granollers Centre) - マサネッ＝マサナス(Maçanet-Massanes) | Aeroport                      | 11-12  |
| R2Nord | 空港(Aeroport) - バルセロナ・サンツ - グラノリェース・セントラ(Granollers Centre) - マサネッ＝マサナス(Maçanet-Massanes) | Maçanet-Massanes              | 13-14  |
| R2Sud  | サン・ビセンス・ダ・カルデルス(Sant Vicenç de Calders) - ビラノバ・イ・ラ・ジャルトル(Vilanova i la Geltrú) - バルセロナ・サンツ - バルセロナ＝エスタシオ・ダ・フランサ(Barcelona-Estació de França)                         | Sant Vicenç de Calders        | 11-12  |
| R2Sud  | サン・ビセンス・ダ・カルデルス(Sant Vicenç de Calders) - ビラノバ・イ・ラ・ジャルトル(Vilanova i la Geltrú) - バルセロナ・サンツ - バルセロナ＝エスタシオ・ダ・フランサ(Barcelona-Estació de França)                         | Barcelona-Estació de França   | 13-14  |
| R3     | ルスピタレート・ダ・リュブラガート(L'Hospitalet de Llobregat) - バルセロナ・サンツ - ビック(Vic) - ラトール・ダ・ケロル＝エンベイジ(La Tor de Querol-Enveig)                                                                 | L'Hospitalet de Llobregat     | 7-8    |
| R3     | ルスピタレート・ダ・リュブラガート(L'Hospitalet de Llobregat) - バルセロナ・サンツ - ビック(Vic) - ラトール・ダ・ケロル＝エンベイジ(La Tor de Querol-Enveig)                                                                 | Vic / La Tor de Querol-Enveig | 9-10   |
| R4     | サン・ビセンス・ダ・カルデルス(Sant Vicenç de Calders) - ルスピタレート・ダ・リュブラガート(L'Hospitalet de Llobregat) - バルセロナ・サンツ - タラサ・エスタシオ・デル・ノルド(Terrassa Estació del Nord) -マンレザ(Manresa) | Sant Vicenç de Calders        | 7-8    |
| R4     | サン・ビセンス・ダ・カルデルス(Sant Vicenç de Calders) - ルスピタレート・ダ・リュブラガート(L'Hospitalet de Llobregat) - バルセロナ・サンツ - タラサ・エスタシオ・デル・ノルド(Terrassa Estació del Nord) -マンレザ(Manresa) | Manresa                       | 9-10   |

#### 中距離列車 (Regional, Regional Exprés, Mitjana distància/Media Distancia)
|     | 路線 | 方面                        | ホーム |
| R11 | バルセロナ・サンツ - フィゲラス(Figueres) - サルベラ・ダ・ラ・マレンダ(Cervera de la Marenda)                                                                                 | Cervera de la Marenda       | 13-14  |
| R13 | リェイダ＝ピリネウス(Lleida-Pirineus) - バリュス(Valls) - バルセロナ・サンツ - バルセロナ＝エスタシオ・ダ・フランサ(Barcelona-Estació de França)                              | Lleida-Pirineus             | 11-12  |
| R13 | リェイダ＝ピリネウス(Lleida-Pirineus) - バリュス(Valls) - バルセロナ・サンツ - バルセロナ＝エスタシオ・ダ・フランサ(Barcelona-Estació de França)                              | Barcelona-Estació de França | 13-14  |
| R14 | リェイダ＝ピリネウス(Lleida-Pirineus) - レウス(Reus) - バルセロナ・サンツ - バルセロナ＝エスタシオ・ダ・フランサ(Barcelona-Estació de França)                                 | Lleida-Pirineus             | 11-12  |
| R14 | リェイダ＝ピリネウス(Lleida-Pirineus) - レウス(Reus) - バルセロナ・サンツ - バルセロナ＝エスタシオ・ダ・フランサ(Barcelona-Estació de França)                                 | Barcelona-Estació de França | 13-14  |
| R15 | リバ＝ロジャ・デブラ(Riba-roja d'Ebre) - レウス(Reus) - バルセロナ・サンツ - バルセロナ＝エスタシオ・ダ・フランサ(Barcelona-Estació de França)                                | Riba-roja d'Ebre            | 11-12  |
| R15 | リバ＝ロジャ・デブラ(Riba-roja d'Ebre) - レウス(Reus) - バルセロナ・サンツ - バルセロナ＝エスタシオ・ダ・フランサ(Barcelona-Estació de França)                                | Barcelona-Estació de França | 13-14  |
| R16 | ウルデコナ＝アルカナル＝ラ・セニア(Ulldecona-Alcanar-la Sénia) - タラゴナ(Tarragona) - バルセロナ・サンツ - バルセロナ＝エスタシオ・ダ・フランサ(Barcelona-Estació de França) | Ulldecona-Alcanar-la Sénia  | 11-12  |
| R16 | ウルデコナ＝アルカナル＝ラ・セニア(Ulldecona-Alcanar-la Sénia) - タラゴナ(Tarragona) - バルセロナ・サンツ - バルセロナ＝エスタシオ・ダ・フランサ(Barcelona-Estació de França) | Barcelona-Estació de França | 13-14  |
| R17 | サロウ＝ポルト・アベントゥラ(Salou-Port Aventura) - タラゴナ(Tarragona) - バルセロナ・サンツ - バルセロナ＝エスタシオ・ダ・フランサ(Barcelona-Estació de França)              | Salou-Port Aventura         | 11-12  |
| R17 | サロウ＝ポルト・アベントゥラ(Salou-Port Aventura) - タラゴナ(Tarragona) - バルセロナ・サンツ - バルセロナ＝エスタシオ・ダ・フランサ(Barcelona-Estació de França)              | Barcelona-Estació de França | 13-14  |

#### 長距離列車
- タルゴ
- アルタリア
- アルビア
- アルコ
- エストレージャ
- ユーロメッド

#### AVE
高速鉄道AVEはバルセロナとマドリードを2時間30分で結ぶ。近年、マドリードから南カタルーニャのタラゴナまで延長され、2007年末にマドリード〜バルセロナ〜フランス国境路線はサンツ駅に乗り入れた。AVEは標準軌のため、広軌の在来線が利用する8線とは別に、標準軌に改軌された1番から6番ホームを使用する。2番目の駅、サグレラ駅はより広範な高速鉄道へのアクセスを市北部に提供するために建設中であり、来年の完成が予定されている。
2008年4月にアバンと呼ばれる短距離のAVEが運行を開始し、バルセロナとタラゴナ、リェイダを結んでいる。

## 歴史
1969年に先行してバルセロナ地下鉄の駅が開業。
1975年に、バルセロナ中心部の地下を東西に貫く路線の一部として建設された。このためプラットフォームは通過式である。開業以来、設備の拡張が続けられ、古くからのターミナル駅であるフランサ駅に代わるバルセロナの新しい中央駅となった。
駅舎は現代の空港様式で建設され、数多くあるホームは全て地下に位置する。それでも、2012年の完成を目指して進行中の改良工事では地表面のコンコースと切符売場をより広々と明るくする事を目指している。案内表示は明確かもしれないが、短距離・中距離・長距離に区切られた切符売場と案内所の配置はかなり紛らわしい場合がある。駅舎ビルの上部は、四ツ星ホテルであるホテル・バルセロ・サンツとなっている。

## 駅構造

### レンフェ（アディフ）
7面14線の地下駅。

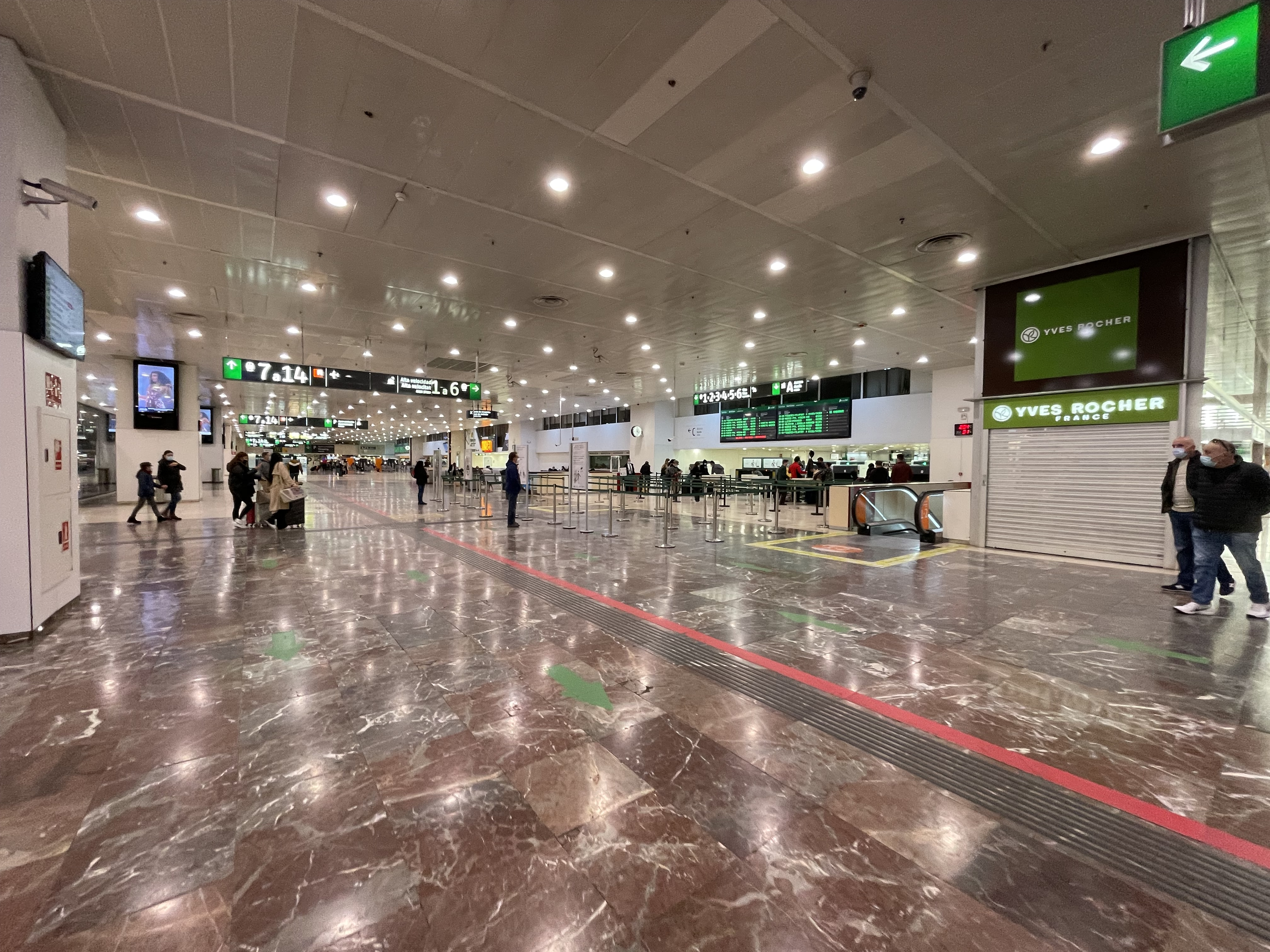
コンコース
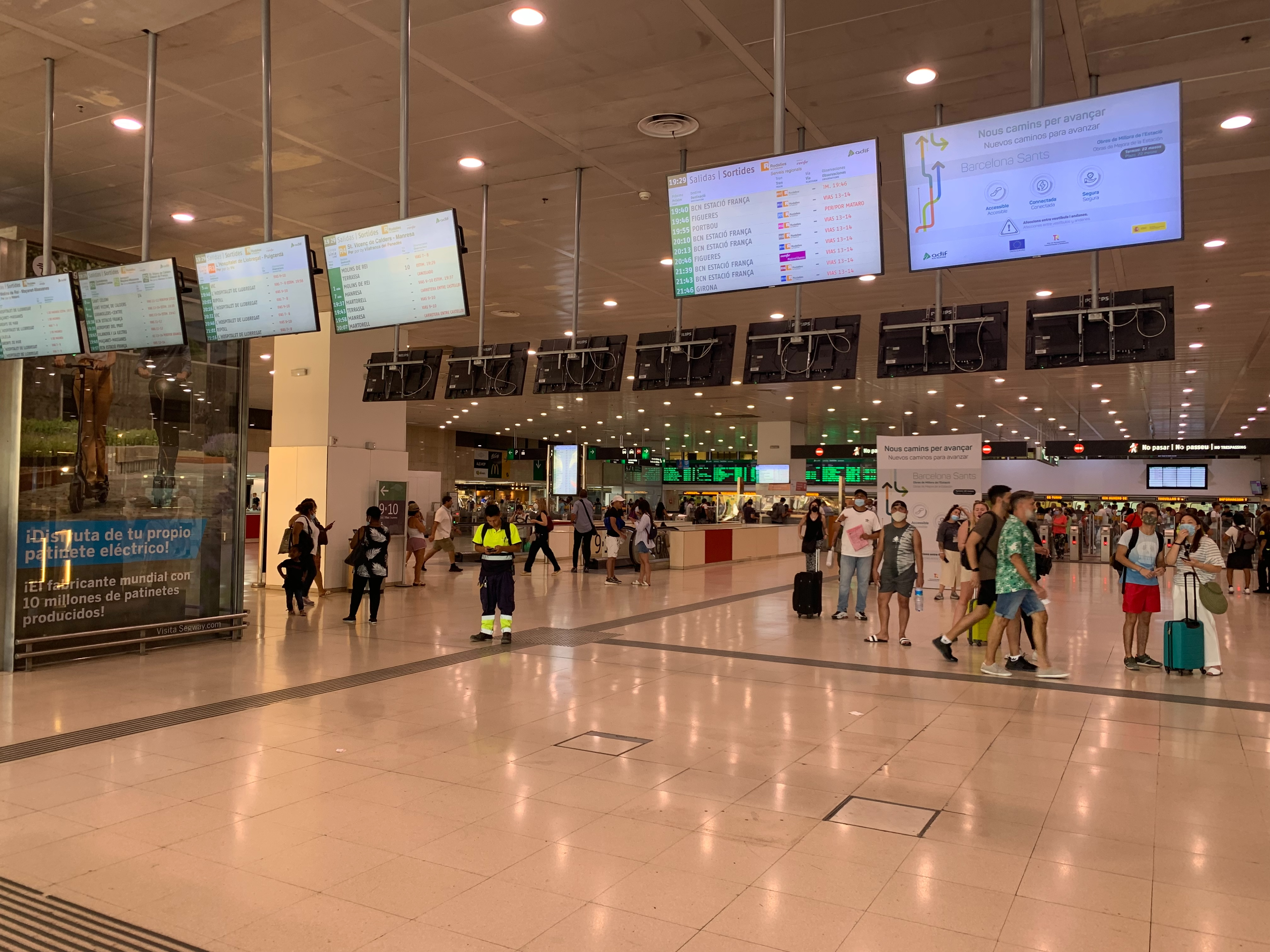
コンコース
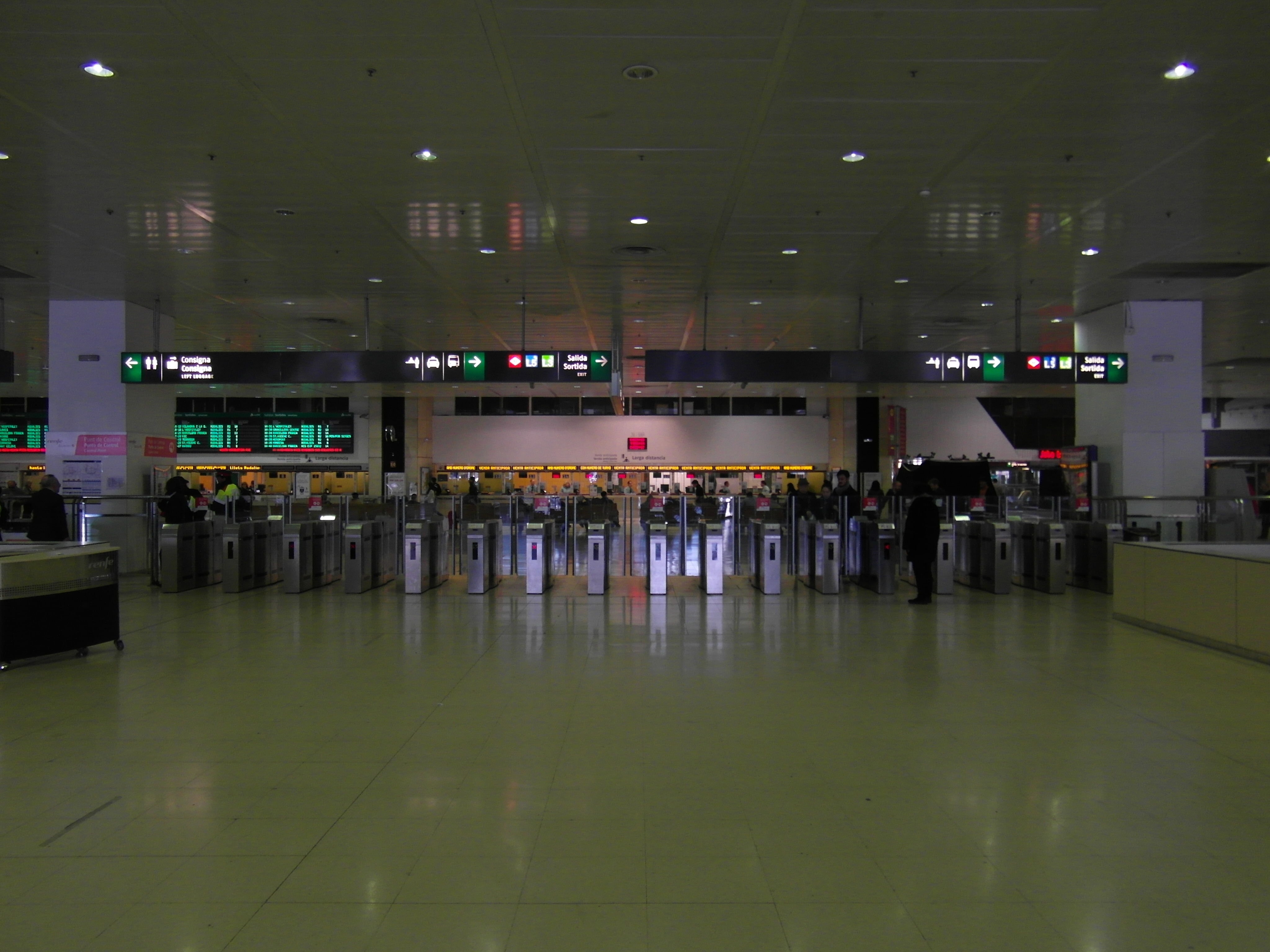
改札口
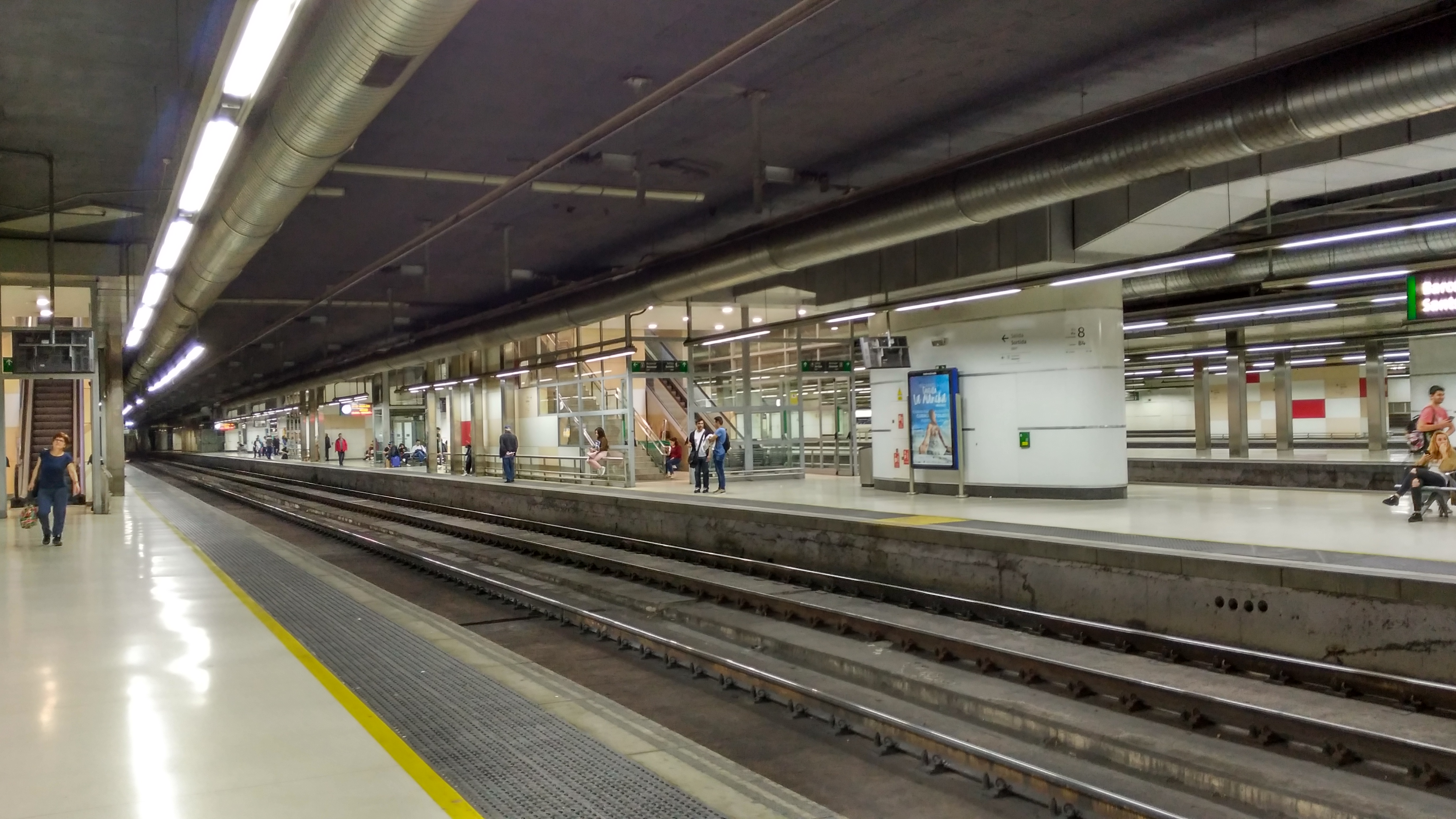
プラットフォーム8番と9番

### バルセロナ地下鉄
3号線・5号線共に相対式ホーム2面2線の地下駅である。

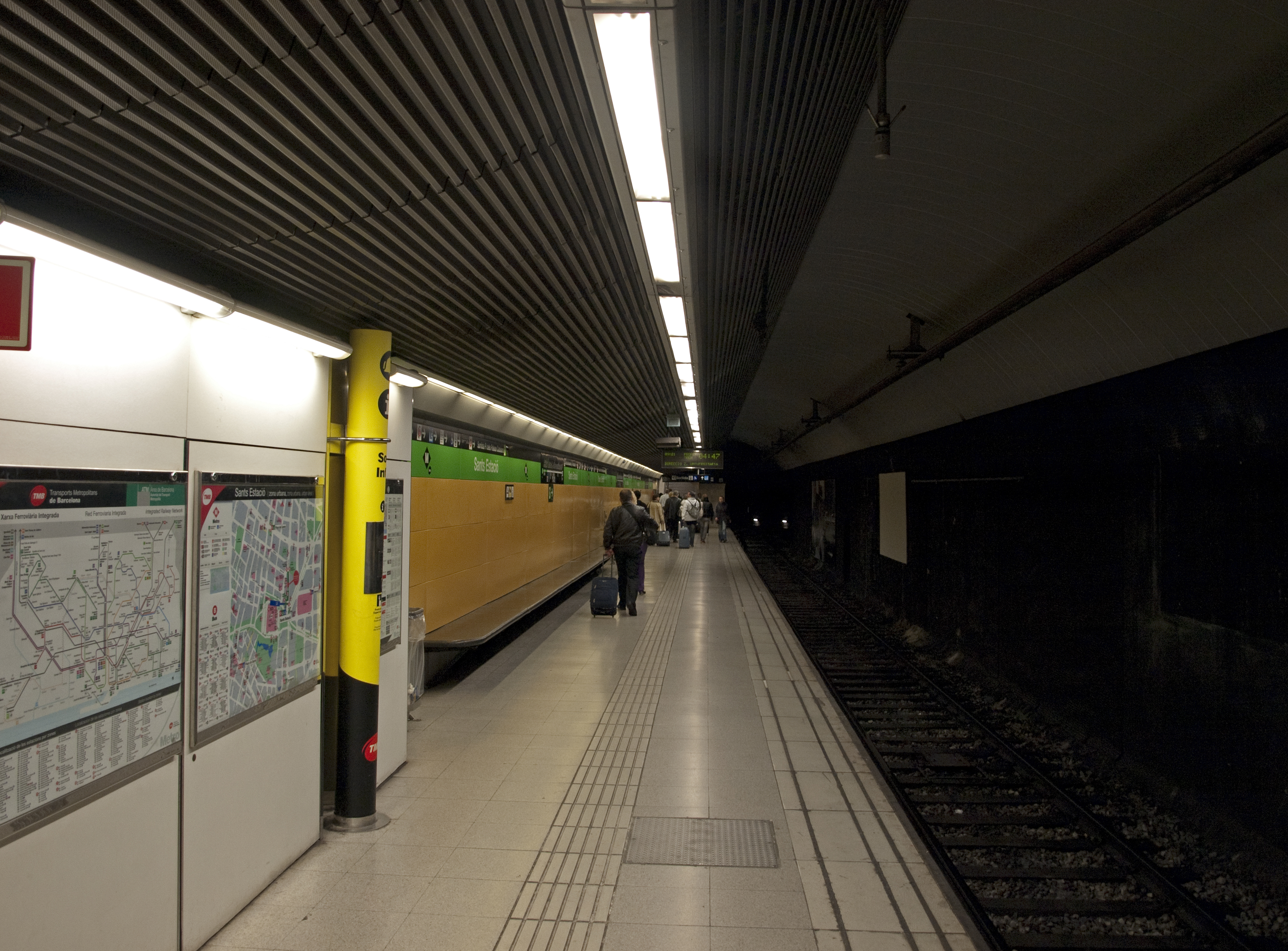
3号線ホーム
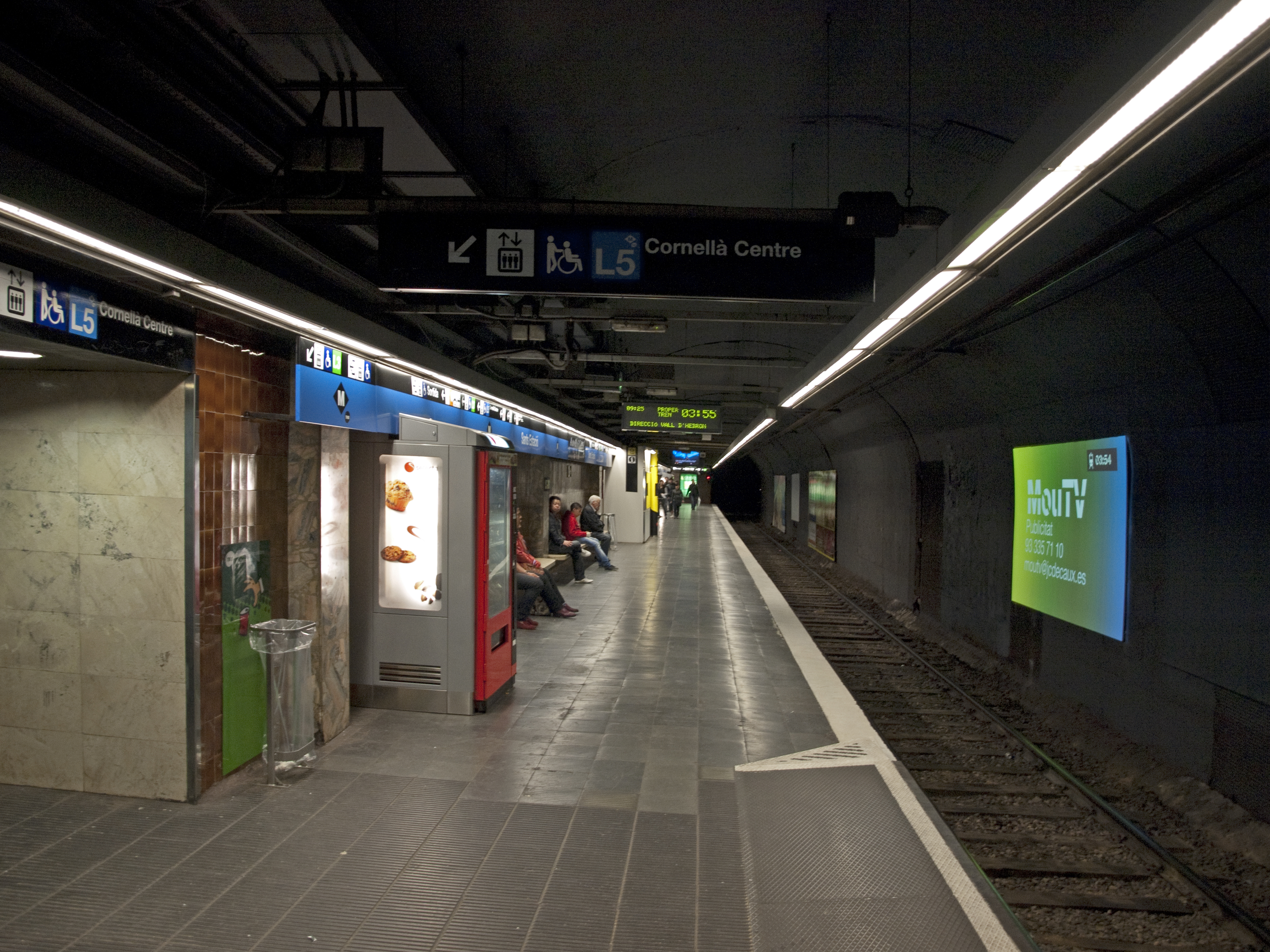
5号線ホーム

## 利用状況
2018年の調査では、レンフェでは46,511,388人が利用した。

## 駅周辺
駅はサンツ・モンジュイック区内の市中心部の北西から少しの距離に位置し、地下鉄やバスによって市内各地より容易にアクセスできる。ローマ通りの末端の、カタルーニャ語圏広場とジュアン・ペイロ広場（Plaça Joan Peiró）に挟まれた場所に位置し、それぞれの広場側に出口がある。
- スペイン工業公園（カタルーニャ語版、スペイン語版）
- スペイン産業市立スポーツセンター（カタルーニャ語版、スペイン語版）
- ノブホテルバルセロナ
- エキスポホテルバルセロナ
- ACホテル・サンツ
- バルセロナ大学情報・視聴覚メディア学部（カタルーニャ語版、スペイン語版）

## 隣の駅
レンフェ
AVE
マドリード=プエルタ・デ・アトーチャ＝アルムデナ・グランデス駅/カンプ・ダ・タラゴナ駅 - バルセロナ・サンツ駅 - ジローナ駅
アルビア、ユーロメッド
カンプ・ダ・タラゴナ駅 - バルセロナ・サンツ駅
インターシティ
カンプ・ダ・タラゴナ駅/タラゴナ駅 - バルセロナ・サンツ駅
メディア・ディスタンシア
サン・ビセンス・ダ・カルデルス駅 - バルセロナ・サンツ駅 - パセジ・ダ・グラシア駅
フランス国鉄（SNCF）
TGV
バルセロナ・サンツ駅 - ジローナ駅
Ouigoスペイン
マドリード-バルセロナ間
カンプ・ダ・タラゴナ駅 - バルセロナ・サンツ駅
イリョ
マドリード-バルセロナ間
カンプ・ダ・タラゴナ駅 - バルセロナ・サンツ駅
ロダリアス・ダ・カタルーニャ
 R1号線・RG1号線、 R3号線、 R4号線
ルスピタレート・ダ・リュブラガート駅 - バルセロナ・サンツ駅 - バルセロナ＝プラサ・ダ・カタルーニャ駅
 R2号線・R2北線・R2南線、 R15号線
ベルビッジェ＝ゴルナル駅- バルセロナ・サンツ駅 - バルセロナ=パセジ・ダ・グラシア駅
 R11線
バルセロナ・サンツ駅 - バルセロナ=パセジ・ダ・グラシア駅
 R13線、 R14線
ガバ駅 - バルセロナ・サンツ駅 - バルセロナ=パセジ・ダ・グラシア駅
 R16線、 R17線
ビラノバ・イ・ラ・ジャルトル駅 - バルセロナ・サンツ駅 - バルセロナ=パセジ・ダ・グラシア駅
バルセロナ地下鉄
 3号線
プラサ・ダル・セントラ駅 - サンツ・エスタシオ駅 - タラゴナ駅
 5号線
プラサ・ダ・サンツ駅 - サンツ・エスタシオ駅 - エンテンサ駅